# Vila Nova da Barquinha
Vila Nova da Barquinha és un municipi portuguès, situat al districte de Santarém, a la regió del Centre i a la subregió de Médio Tejo. L'any 2004 tenia 7.878 habitants. Limita al nord amb Tomar i Abrantes, a l'est amb Constância, al sud amb Chamusca, al sud-oest amb Golegã, a l'oest amb Entroncamento i al nord-oest amb Torres Novas.

## Població
| Població del concelho de Vila Nova da Barquinha (1849 – 2004) | Població del concelho de Vila Nova da Barquinha (1849 – 2004) | Població del concelho de Vila Nova da Barquinha (1849 – 2004) | Població del concelho de Vila Nova da Barquinha (1849 – 2004) | Població del concelho de Vila Nova da Barquinha (1849 – 2004) | Població del concelho de Vila Nova da Barquinha (1849 – 2004) | Població del concelho de Vila Nova da Barquinha (1849 – 2004) | Població del concelho de Vila Nova da Barquinha (1849 – 2004) |
| ------------------------------------------------------------- | ------------------------------------------------------------- | ------------------------------------------------------------- | ------------------------------------------------------------- | ------------------------------------------------------------- | ------------------------------------------------------------- | ------------------------------------------------------------- | ------------------------------------------------------------- |
| 1849                                                          | 1900                                                          | 1930                                                          | 1960                                                          | 1981                                                          | 1991                                                          | 2001                                                          | 2004                                                          |
| 3034                                                          | 4336                                                          | 9011                                                          | 6547                                                          | 8167                                                          | 7553                                                          | 7610                                                          | 7878                                                          |

## Freguesies
- Atalaia
- Moita do Norte (Vila Nova da Barquinha)
- Praia do Ribatejo
- Tancos
- Vila Nova da Barquinha